# كاستيللينو تانارو
كاستيللينو تانارو هي بلدية (كوميون) في مقاطعة كونيو في منطقة بيدمونت الإيطالية، وتقع على بعد حوالي 70 كيلومتر (43 ميل) جنوب شرق تورينو وحوالي 35 كيلومتر (22 ميل) شرق كونيو.
تقع كاستيللينو تانارو على حدود البلديات التالية: تشيفا، إيليانو، ليزينو، مارساليا، نيللا تانارو، رواشيو، روكا تشيليه.

## المدن التوأم - المدن الشقيقة
كاستيللينو تانارو مدينة توأم مع:
- فاليكون، فرنسا (2004)

## روابط خارجية
- الموقع الرسمي